# Pomacle
Pomacle és un municipi francès, situat al departament del Marne i a la regió del Gran Est. L'any 2007 tenia 344 habitants.

## Demografia

### Població
El 2007 la població de fet de Pomacle era de 344 persones. Hi havia 121 famílies, de les quals 12 eren unipersonals (4 homes vivint sols i 8 dones vivint soles), 40 parelles sense fills, 65 parelles amb fills i 4 famílies monoparentals amb fills.
La població ha evolucionat segons el següent gràfic:
Habitants censats

### Habitatges
El 2007 hi havia 128 habitatges, 119 eren l'habitatge principal de la família, 1 era una segona residència i 8 estaven desocupats. 127 eren cases i 1 era un apartament. Dels 119 habitatges principals, 102 estaven ocupats pels seus propietaris, 16 estaven llogats i ocupats pels llogaters i 1 estava cedit a títol gratuït; 8 tenien tres cambres, 22 en tenien quatre i 89 en tenien cinc o més. 108 habitatges disposaven pel capbaix d'una plaça de pàrquing. A 41 habitatges hi havia un automòbil i a 72 n'hi havia dos o més.

### Piràmide de població
La piràmide de població per edats i sexe el 2009 era:
| Homes | Edats   | Dones |
| ----- | ------- | ----- |
| 0     | 95 o +  | 0     |
| 0     | 90 a 94 | 0     |
| 4     | 85 a 89 | 0     |
| 0     | 80 a 84 | 0     |
| 0     | 75 a 79 | 8     |
| 8     | 70 a 74 | 4     |
| 4     | 65 a 69 | 4     |
| 16    | 60 a 64 | 4     |
| 4     | 55 a 59 | 8     |
| 12    | 50 a 54 | 20    |
| 4     | 45 a 49 | 4     |
| 24    | 40 a 44 | 8     |
| 8     | 35 a 39 | 20    |
| 20    | 30 a 34 | 16    |
| 8     | 25 a 29 | 0     |
| 4     | 20 a 24 | 12    |
| 20    | 15 a 19 | 4     |
| 12    | 10 a 14 | 12    |
| 16    | 5 a 9   | 8     |
| 8     | 0 a 4   | 4     |

## Economia
El 2007 la població en edat de treballar era de 227 persones, 179 eren actives i 48 eren inactives. De les 179 persones actives 169 estaven ocupades (87 homes i 82 dones) i 10 estaven aturades (5 homes i 5 dones). De les 48 persones inactives 7 estaven jubilades, 25 estaven estudiant i 16 estaven classificades com a «altres inactius».

### Ingressos
El 2009 a Pomacle hi havia 129 unitats fiscals que integraven 377,5 persones, la mediana anual d'ingressos fiscals per persona era de 21.215 €.

### Activitats econòmiques
Dels 18 establiments que hi havia el 2007, 1 era d'una empresa de fabricació d'elements pel transport, 3 d'empreses de fabricació d'altres productes industrials, 4 d'empreses de construcció, 1 d'una empresa de comerç i reparació d'automòbils, 1 d'una empresa d'hostatgeria i restauració, 3 d'empreses immobiliàries, 4 d'empreses de serveis i 1 d'una entitat de l'administració pública.
Dels 5 establiments de servei als particulars que hi havia el 2009, 1 era un paleta, 1 lampisteria, 1 electricista, 1 restaurant i 1 agència immobiliària.
L'any 2000 a Pomacle hi havia 16 explotacions agrícoles que ocupaven un total de 1.001 hectàrees.

## Equipaments sanitaris i escolars
El 2009 hi havia una escola elemental integrada dins d'un grup escolar amb les comunes properes formant una escola dispersa.

## Poblacions més properes
El següent diagrama mostra les poblacions més properes.